# Jacques Chalifour
Jacques Chalifour (Châteauponsac, 11 giugno 1926 – Châteauponsac, 27 marzo 1987) è stato un cestista francese.

## Carriera
Con la Francia ha disputato i Campionati del mondo del 1950, segnando 8 punti in 4 partite.